# St. Martin (Mihla)

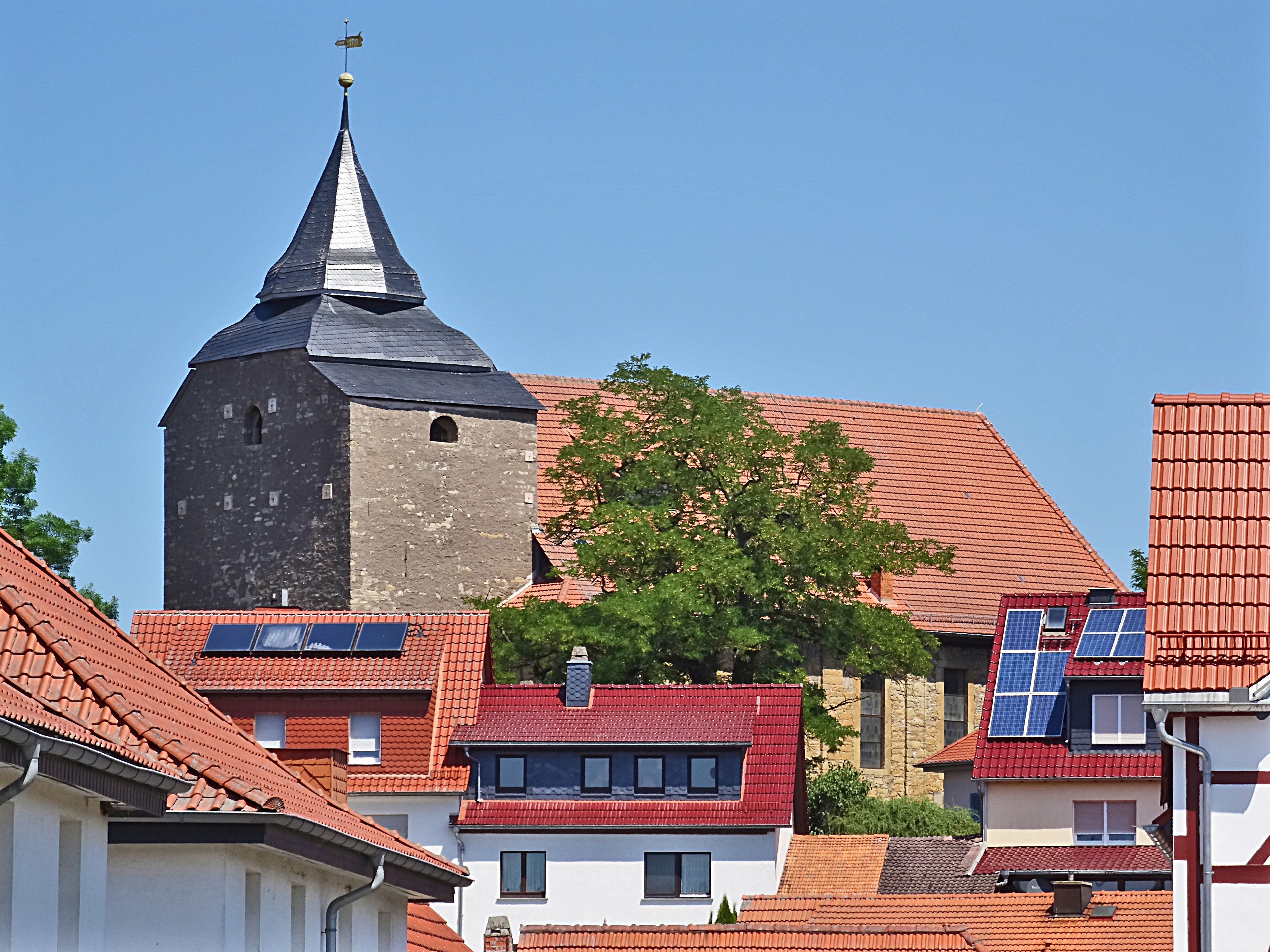
St. Martin in Mihla

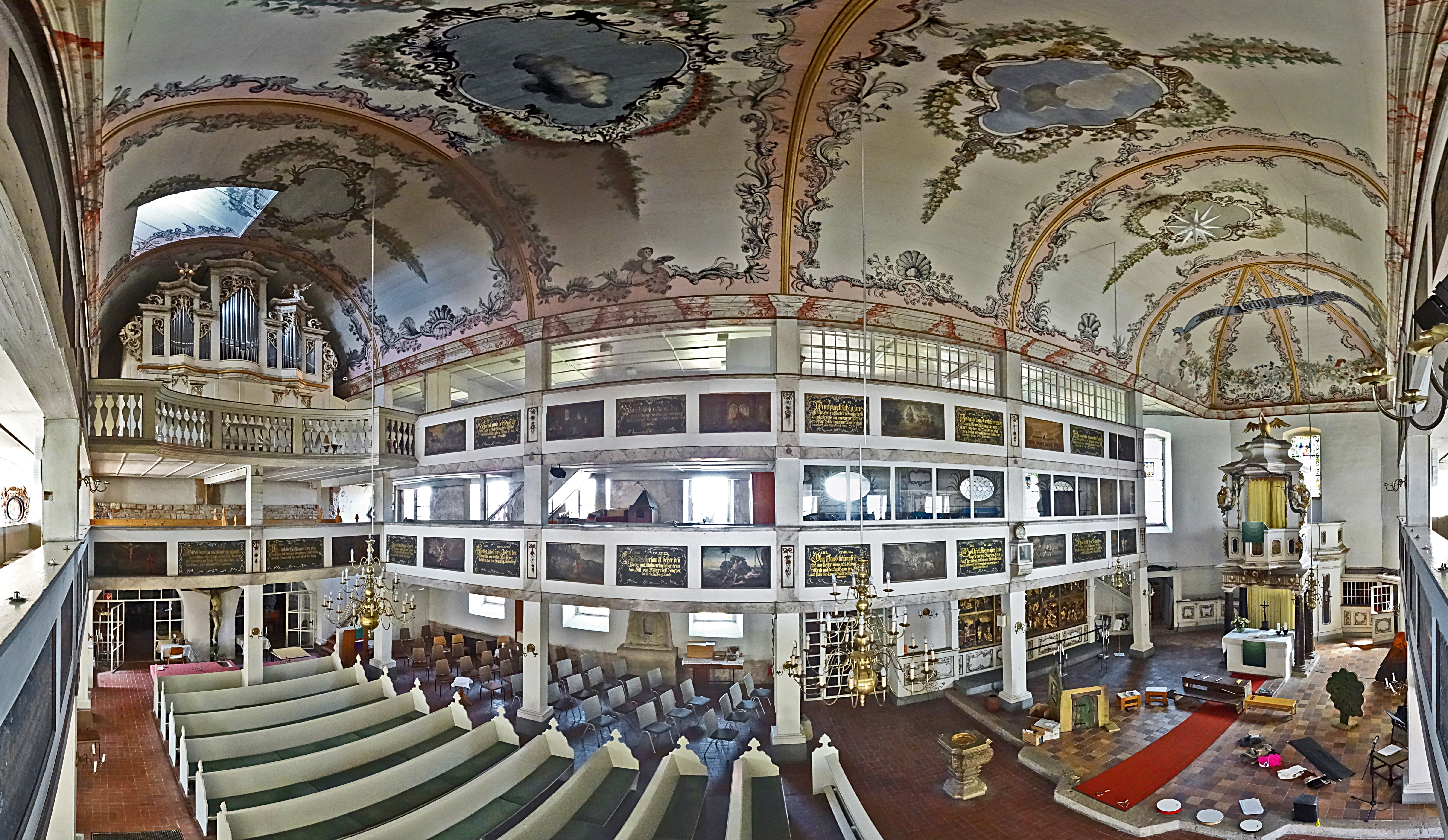
Innenraum-Panorama

Die evangelische Kirche St. Martin in Mihla ist eine Barockkirche (Kirchenschiff) in Westthüringen mit einem romanischen Kirchturm. Die gleichnamige Gemeinde gehört zum Kirchenkreis Eisenach-Gerstungen der Evangelischen Kirche in Mitteldeutschland.

## Geschichte

### Vorherige Kirchenbauten an dieser Stelle
Wahrscheinlich bereits im 8. Jahrhundert erreichten fränkische Missionare die Werra.
Da Mihla bereits in den Jahren 780 und 802 urkundlich erwähnt wurde (Schenkungsurkunde des Klosters Fulda) und da es sich um eine Martinskirche handelt (St. Martin war der bevorzugte Heilige der fränkischen Missionare), lässt sich auf eine Entstehungszeit der ersten Mihlaer Kirche im 8. Jahrhundert schließen. Dieser erste Kirchenbau war wahrscheinlich aus Holz, da in dieser Region erst ab dem 11. Jahrhundert die Steinbauweise angewandt wurde.
Im Verlaufe des 12. Jahrhunderts wurde – aufgrund der wachsenden Bedeutung des Mihlaer Kirchenstandortes – wohl der zweite Kirchenbau errichtet. Von diesem zweiten Kirchenbau hat sich der Westturm mit seinen romanischen Rundbogenfenstern sowie der Schnitzaltar erhalten. In den 1930er Jahren stieß man auf Fundamente des früheren Kirchenschiffs.
Im Zuge der Reformation trat der damalige Mihlaer Pfarrer 1523 zum protestantischen Glauben über.
Während des Dreißigjährigen Kriegs kam es in Mihla immer wieder zu Plünderungen, die auch die Kirche sehr stark in Mitleidenschaft zogen.

### Geschichte der Kirche in ihrer heutigen Form

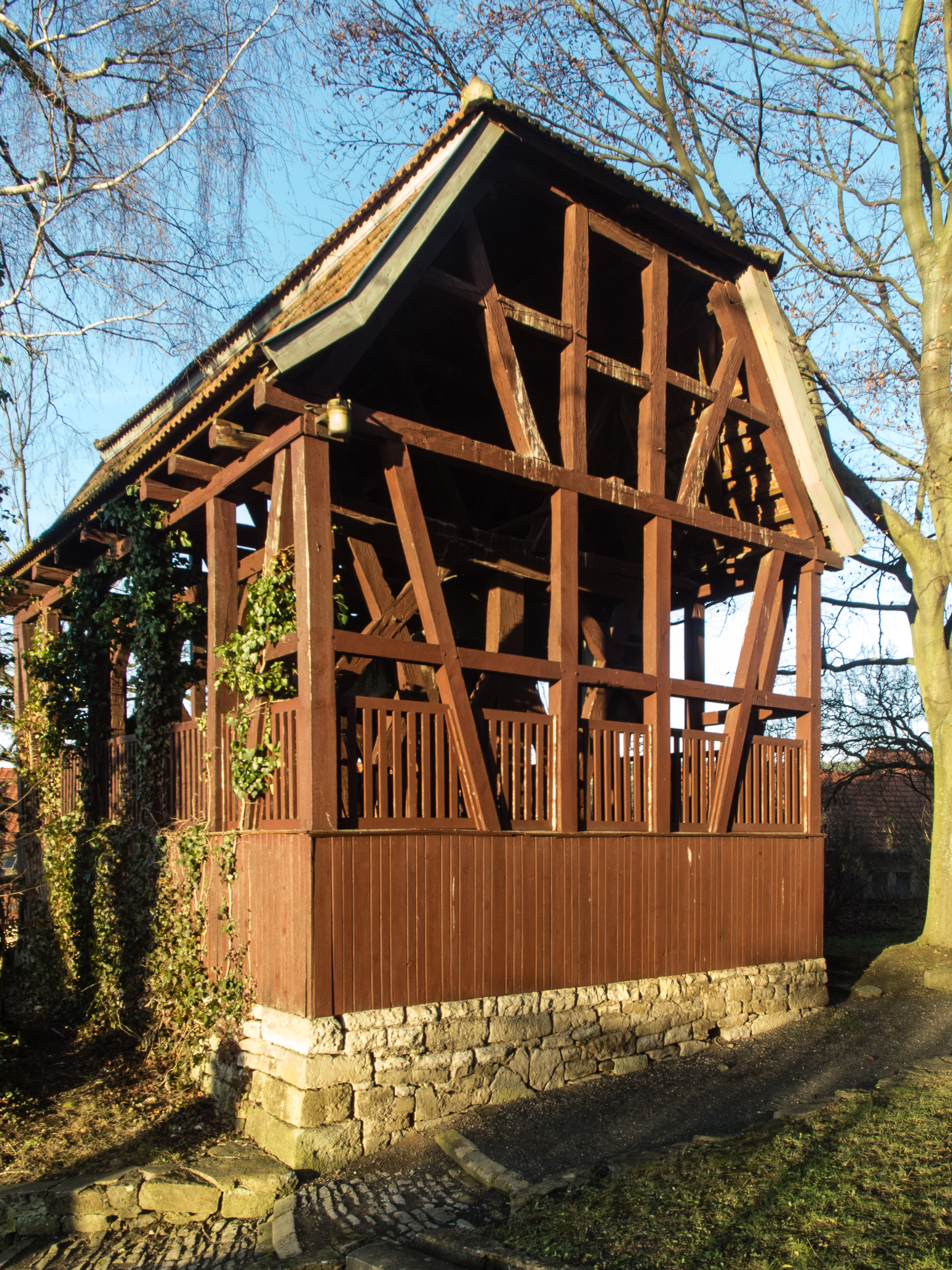
Glockenhaus

Anfang des 18. Jahrhunderts begannen die Planungen für einen Kirchenneubau. Im März 1711 wurde durch Pfarrer Malsch der Abriss der alten Kirche sowie ein Neubau beantragt. Nach dessen Genehmigung im April desselben Jahres erfolgte der Abriss der alten Kirche und am 23. April 1711 die Grundsteinlegung für den Neubau, der in seinen wesentlichen Bestandteilen 1711 abgeschlossen wurde. Für den Aufbau der Mauern wurde Hauptlettenkohlenkeupersandstein aus dem Steinbruch in Lauterbach verwendet.
Etwa 1720 erfolgte die Fertigstellung der Predigtkanzel. Der Bau wurde mit der Bemalung in der endgültigen Farbgebung 1751/52 abgeschlossen. Die Inneneinrichtung und Ausgestaltung nach dem Neubau blieben in dieser Form für lange Zeit erhalten.
Im Verlauf des Ersten Weltkriegs wurden zwei Glocken eingeschmolzen, ebenso im Zweiten Weltkrieg die 1933 angebrachten neuen Glocken. Einzig die Glocke von 1516 blieb verschont. Im Jahre 1956 kamen zwei neue Glocken hinzu. Seit dem Neueinbau der Kirchturmuhr 1998 schlägt auch wieder die kleine Stundenglocke.
Von 2008 bis 2010 erfolgte die vollständige Restaurierung der Kirche. 2011 wurden die Arbeiten an der Tonnendecke vollendet.

## Separates Glockenhaus
In den Jahren nach dem Kirchenneubau stellte man fest, dass der Turm sich immer weiter neigte. Man beschloss, die Glocken in einem separaten Glockenhaus aufzuhängen, das 1781 auf dem Markt errichtet wurde. Im Jahre 1825 erfolgte der Bau des jetzigen Glockenhauses auf dem ehemaligen Totenacker.

## Kunstwerke in der St.-Martin-Kirche

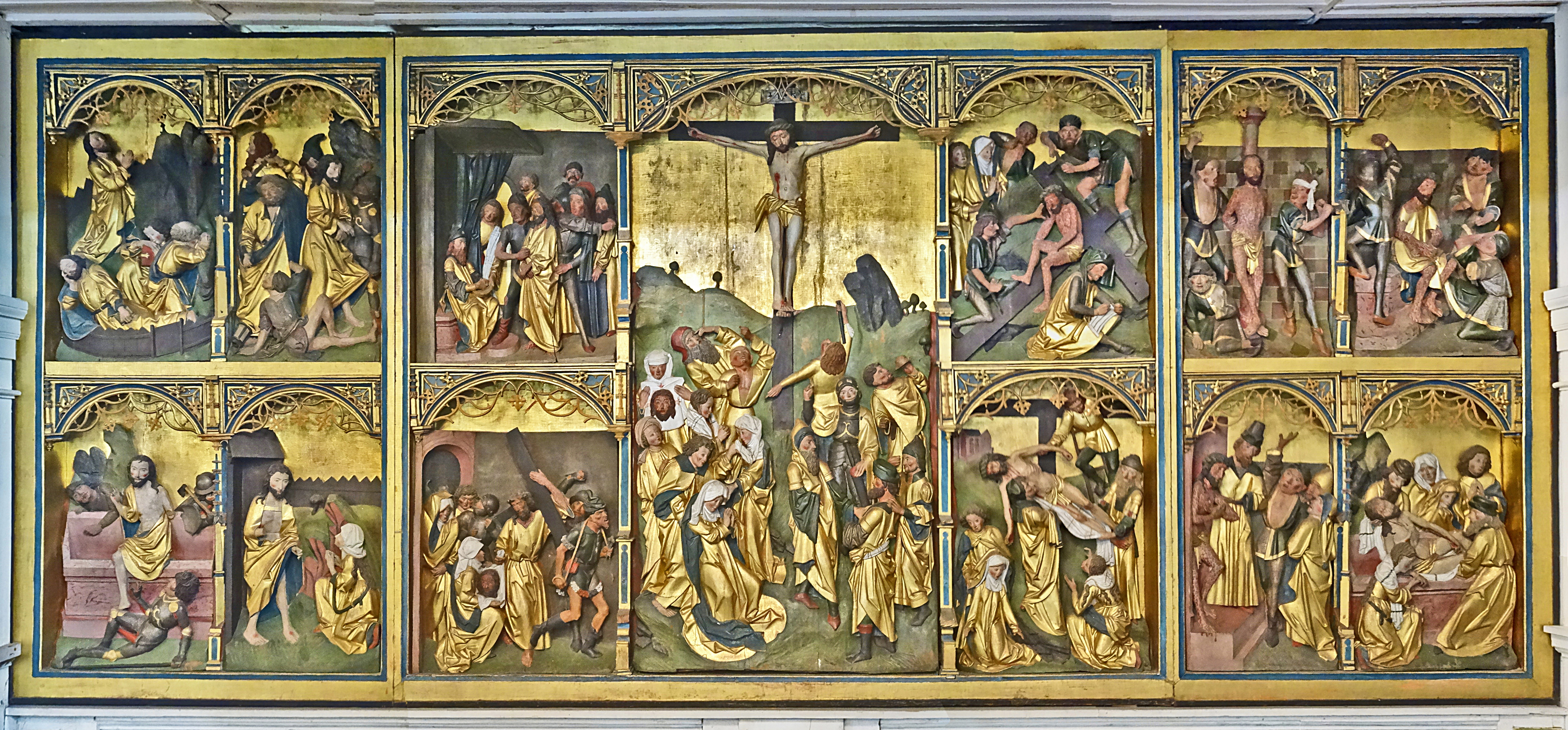
Gesamtsicht des Passionsaltars (annotiert)

### Mihlaer Schnitzaltar
Der Schnitzaltar entstand vermutlich um 1490 in Erfurt. Der Künstler des Altars ist unbekannt. Der Altar schildert auf 13 Szenen die Passionsgeschichte. Der Mittelschrein ist 202 × 114 cm groß, so dass sich aufgeklappt eine Darstellungsfläche von über 4 m² ergibt.

### Gotische Schranknische und das Kruzifix
Die „Gotische Schranknische“ ist das älteste Bildwerk der Mihlaer Kirche. Die Darstellung zeigt den auferstandenen Christus inmitten von Maria und Johannes. Basierend auf einer Inschrift im unteren Bereich lässt sich auf eine Entstehungszeit zwischen 1420 und 1436 schließen.
Im unteren Turmzimmer des Westturmes befindet sich ein lebensgroßes Kruzifix mit der Darstellung von Jesus Christus als leidendem Menschen. Über dessen Entstehungsgeschichte ist nichts Genaueres bekannt. Es ist vermutlich in der Zeit nach der Reformation nach Mihla gelangt.

### Totenkrone
Auf Betreiben seiner Großmutter wurde zum Gedenken an Ludwig Karl Adolph von Harstall die auf einem Kissen ruhende Totenkrone in der Kirche angebracht. Er war im Alter von neun Monaten, drei Wochen und zwei Tagen verstorben.

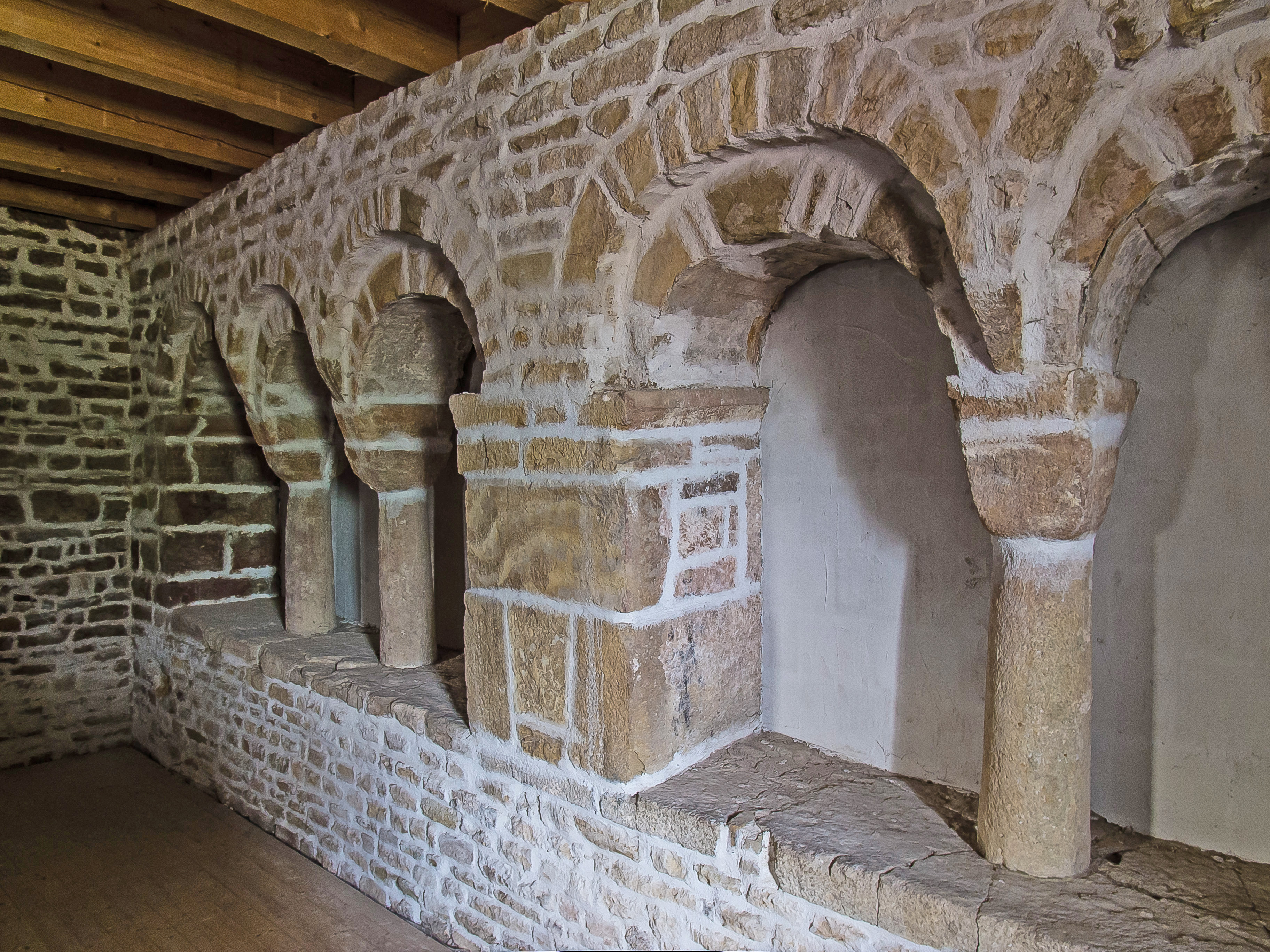
Romanische Arkaden

### Romanische Arkaden im Turm der Kirche
Im Westturm befindet sich im ersten Stockwerk – in Richtung zum Kirchenschiff hin – eine Arkadenreihe in romanischem Stil.
Vier romanische Säulen mit Kapitellen öffnen ursprünglich den Westturm zum Kirchenschiff (dem Vorgängerbau des heutigen Kirchenschiffs) hin. Damals diente der Turm als Oratorium und war als Ort des Gebetes in der Regel nicht der Öffentlichkeit zugänglich, sondern Geistlichen und der lokalen Herrschaft vorbehalten.
Die Arkaden wurden wahrscheinlich beim Neubau 1711 geschlossen und gerieten in Vergessenheit. Im Rahmen von Restaurierungsarbeiten wurden sie wieder freigelegt und restauriert.

### Bildergalerie

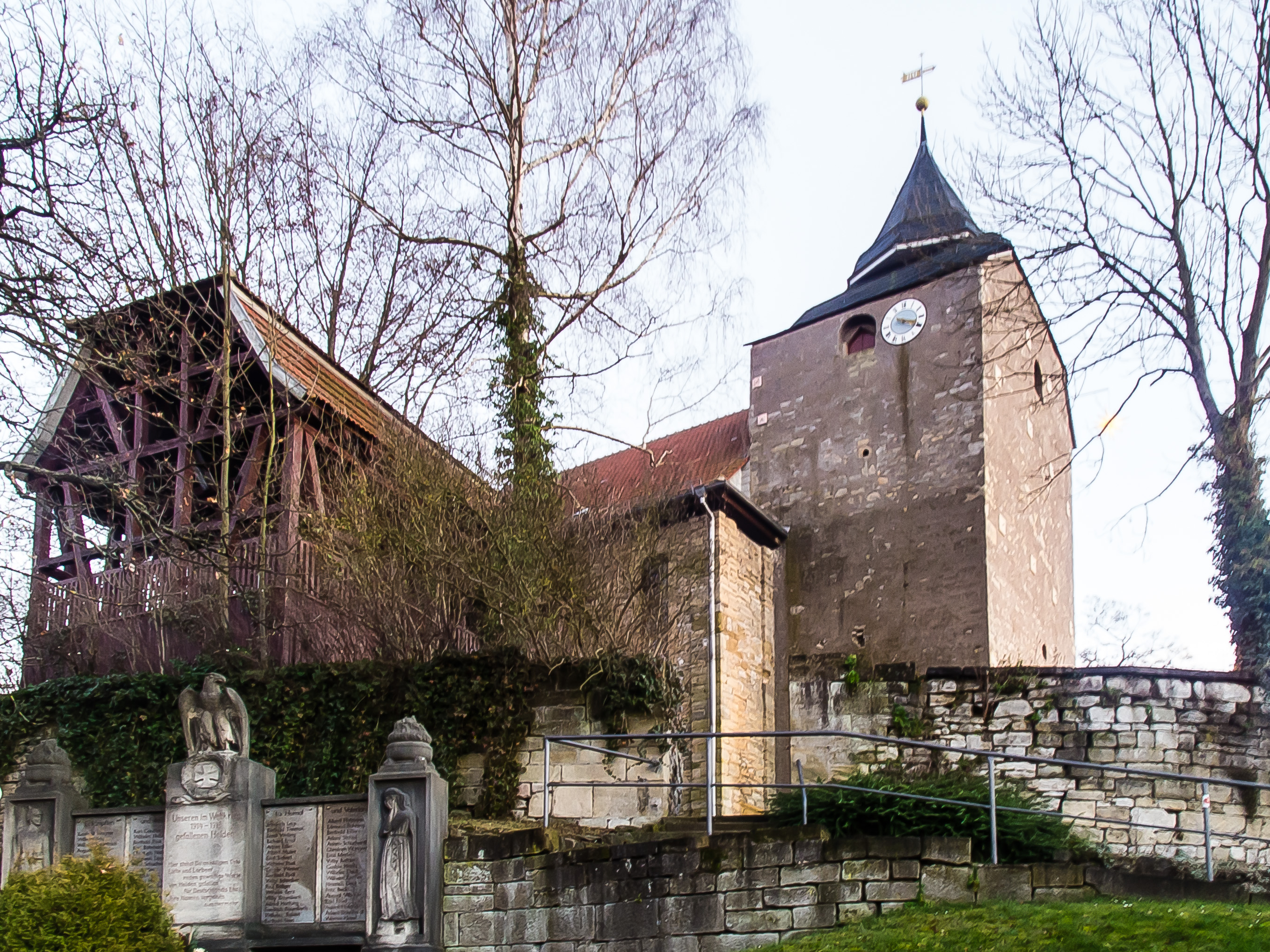
Kirche mit Turm und Glockenhaus
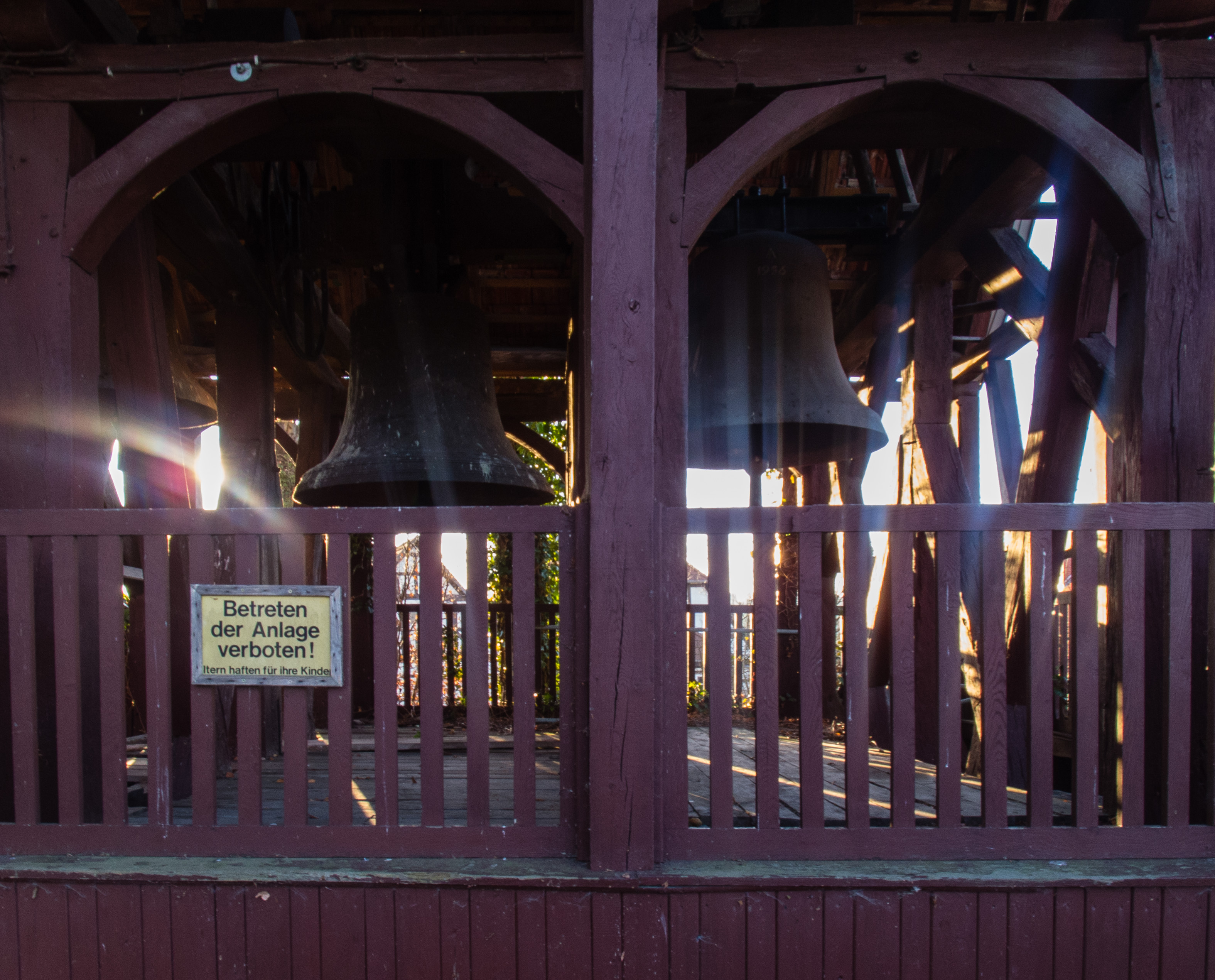
Innenansicht Glockenhaus
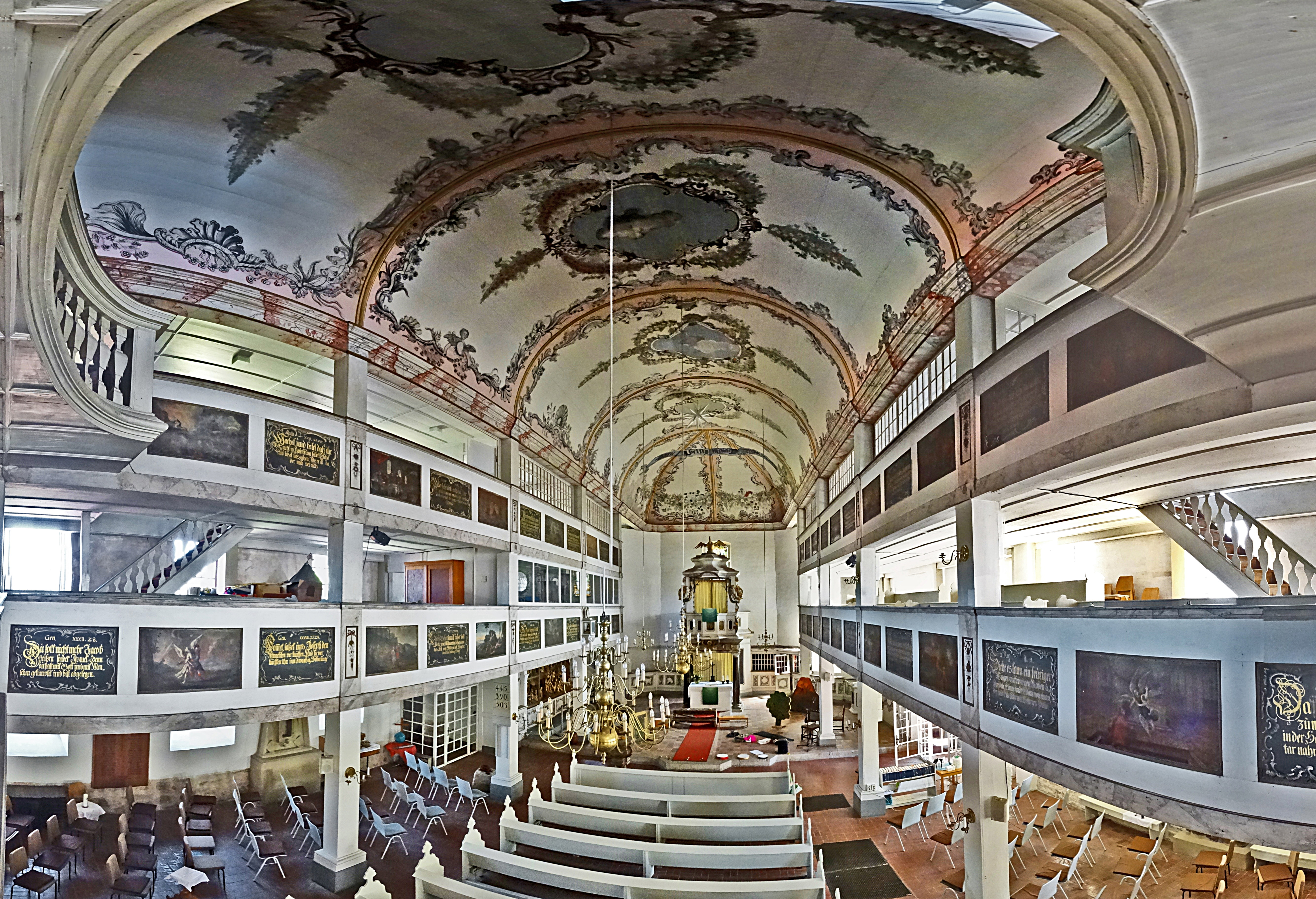
Innenansicht Kirchenschiff
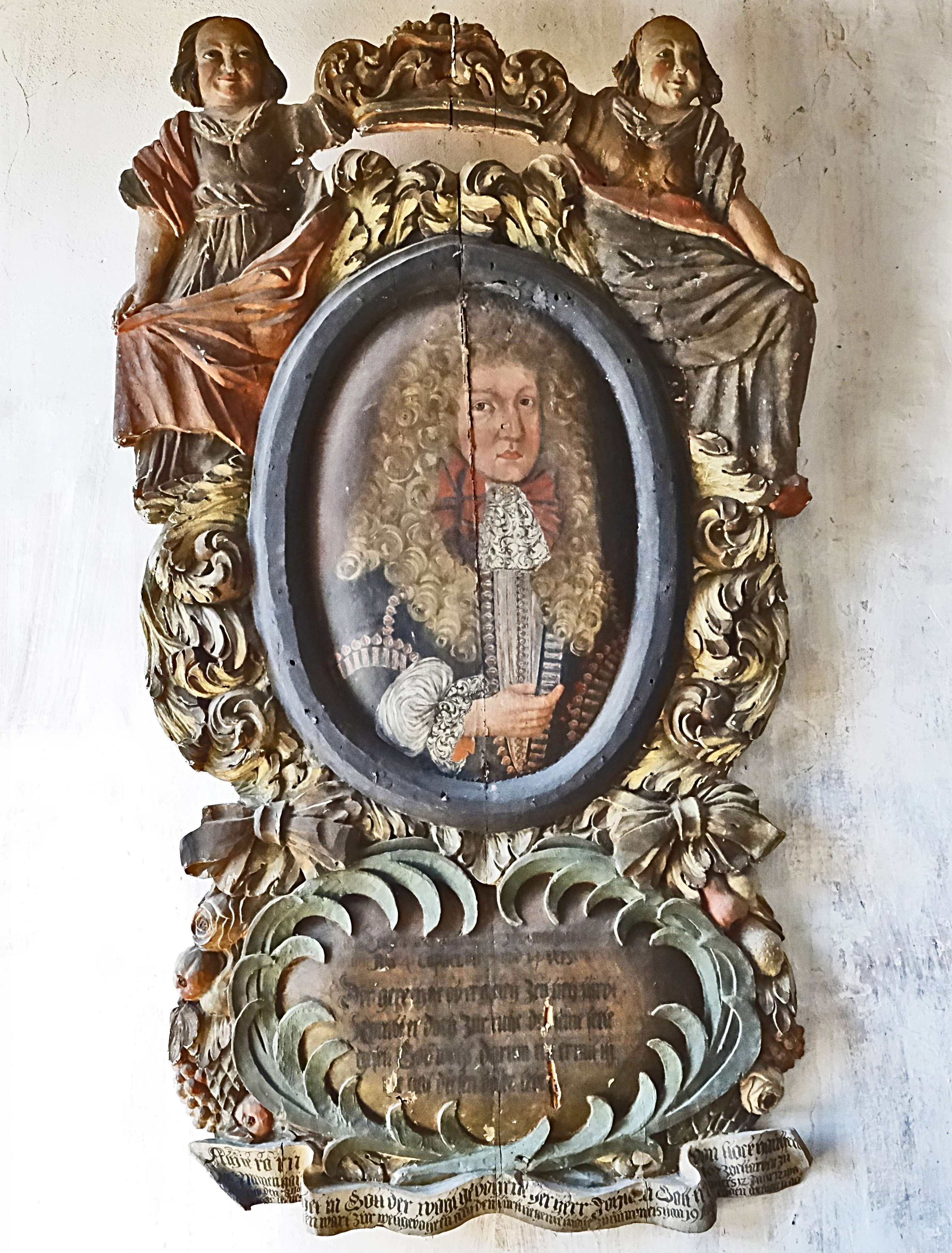
Stockhausen-Epitaph
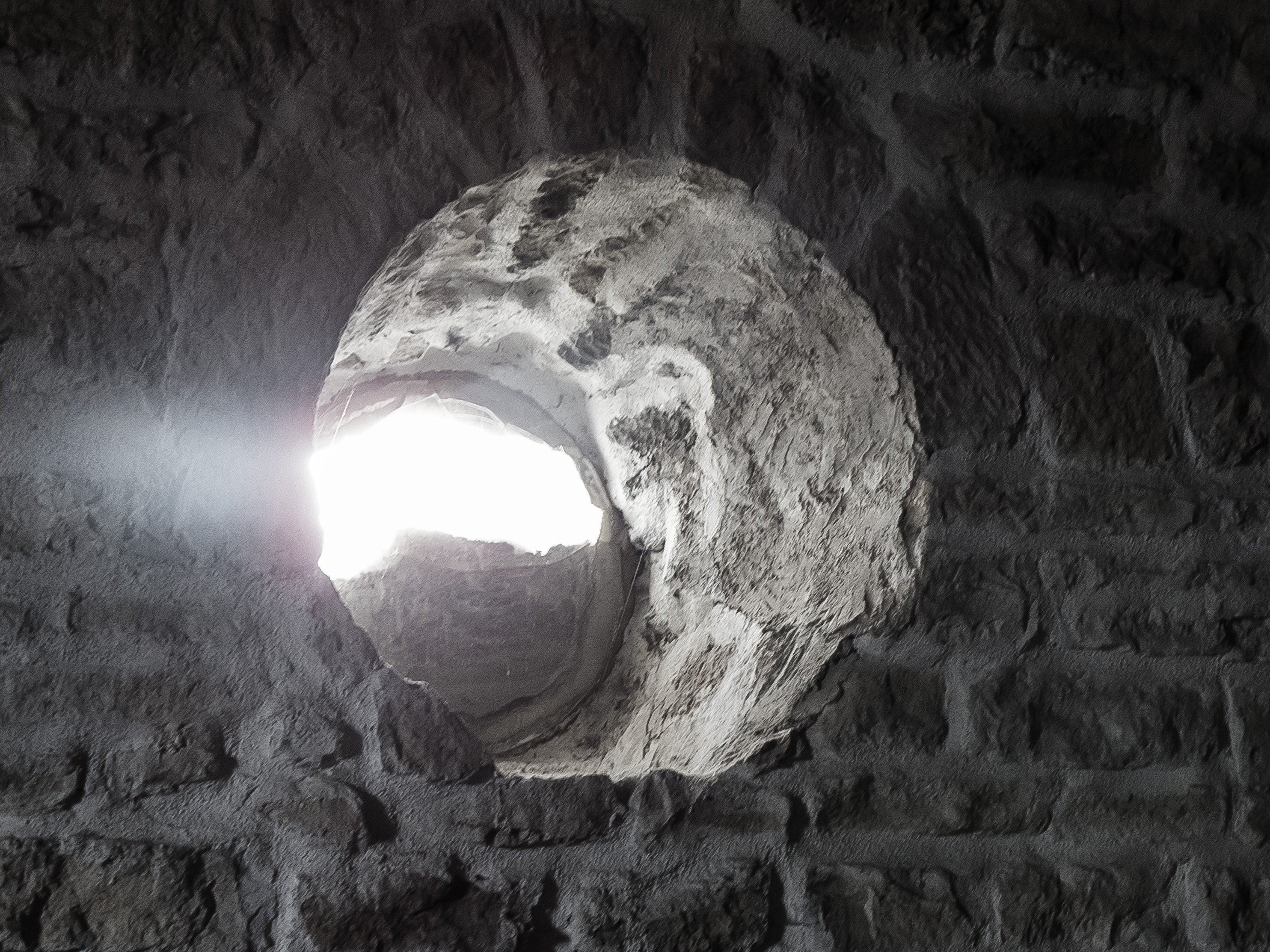
Fenster im Westturm

## Orgel

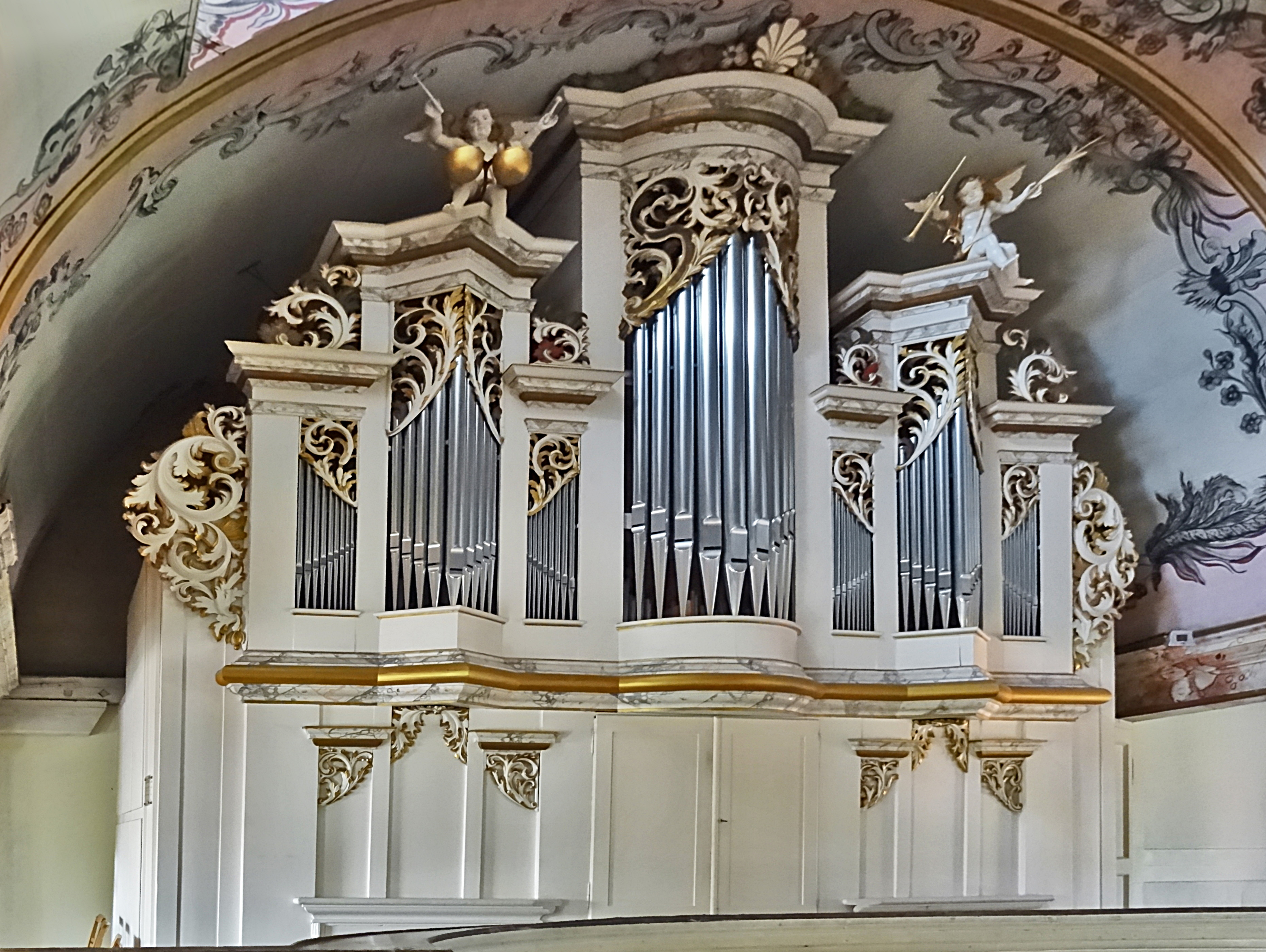
Stertzing-Knauf-Orgel

Der Einbau einer Orgel in das aktuelle Kirchengebäude erfolgte 1715/16 durch Georg Christoph Stertzing aus Eisenach. Für eine neue Orgel verbreiterte 1873 Orgelbaumeister Guido Knauf aus Tabarz den barocken Prospekt. Das Instrument verfügt seither über zwei Manuale, Pedal und 22 Register. Es wurde von 2008 bis 2010 unter großer Anteilnahme der Gemeinde (u. a. über 500 Sponsoren) durch  Gerd-Christian Bochmann aus Kohren-Sahlis restauriert und am 24. Oktober 2010 wiedereingeweiht. Die originale Disposition, auf die seinerzeit der Großherzogliche Orgelrevisor Alexander Wilhelm Gottschalg persönlich Einfluss genommen hatte, lautet:
| I Hauptwerk C–f3 |                      |          |
| 1.               | Bordun               | 16′      |
| 2.               | Prinzipal            | 8′       |
| 3.               | Hohlflöte            | 8′       |
| 4.               | Gamba                | 8′       |
| 5.               | Gedackt              | 8′       |
| 6.               | Oktave               | 4′       |
| 7.               | Flauto               | 4′       |
| 8.               | Cornett III (ab c1)0 | 8′       |
| 9.               | Rauschquinte II      | 2 ⁄3′+2′ |
| 10.              | Mixtur IV            | 1 ⁄3′    |

| II Oberwerk C–f3 |                  |    |
| 11.              | Geigenprinzipal0 | 8′ |
| 12.              | Flauto traverso  | 8′ |
| 13.              | Harmonika        | 8′ |
| 14.              | Salicional       | 8′ |
| 15.              | Lieblichgedackt  | 8′ |
| 16.              | Flauto dolce     | 4′ |
| 17.              | Gemshorn         | 4′ |
| 18.              | Flauto piccolo   | 2′ |

| Pedal C–d1 |               |     |
| 19.        | Prinzipalbaß0 | 16′ |
| 20.        | Subbaß        | 16′ |
| 21.        | Violoncello   | 8′  |
| 22.        | Posaune       | 16′ |

- Koppeln: II/I, I/P